# Trypetisoma rottnestense
Trypetisoma rottnestense är en tvåvingeart som beskrevs av Kim 1994. Trypetisoma rottnestense ingår i släktet Trypetisoma och familjen lövflugor. Inga underarter finns listade i Catalogue of Life.